# Kadettkamrater
För andra betydelser, se Kadett (olika betydelser).
Kadettkamrater är en svensk dramafilm från 1939 i regi av Weyler Hildebrand.

## Om filmen
Filmen premiärvisades 8 december 1939  på biograf Palladium i Stockholm. Den spelades in i Filmstaden Råsunda med exteriörer från Stockholm, Karlskrona och Stockholms skärgård av Martin Bodin efter en filmidé av Einar Zacke.
Kadettkamrater tävlade i filmfestivalen i Venedig 1940.

## Roller i urval
- Håkan Westergren - kommendörkapten Ståhlkrantz
- Bror Bügler - löjtnant Granfelt
- Erik "Bullen" Berglund - styrman Johansson
- Åke Söderblom - Åke Hjelm, kadettaspirant
- George Fant - Olle Lindberg, kadettaspirant
- Hasse Ekman - Bertil Winge, kadettaspirant
- Alf Kjellin - Greggy Ståhlkrantz, kadettaspirant
- Kotti Chave - Sten Brenner, kadettaspirant
- Wiange Törnkvist -  kadettaspirant
- Ernst Wellton - kadettaspirant
- Sven Göran Alw - kadettaspirant
- Karl-Arne Bergman - kadettaspirant
- Carl-Erik Wizén - kadettaspirant
- Axel Högel - Lindberg, Olles far
- Signe Lundberg-Settergren - fru Lindberg, Olles mor

## Musik i filmen
- En sjöman älskar havets våg, text Ossian Limborg, instrumental.
- Rolling Home (Rolling Home Across the Sea)
- La paloma (La paloma/Den dag, då mitt hem jag bytte mot friska sjön), kompositör och spansk text: Sebastián Yradier, svensk text Ernst Wallmark, instrumental.
- Därför sjunger en sjöman, kompositör Filip Folke, instrumental.
- Die Hebriden oder Fingalshöhle (Hebriderna eller Fingalsgrottan), kompositör Felix Mendelssohn-Bartholdy, instrumental.
- Ja, må han leva!, sång Åke Söderblom
- Landkjenning, kompositör Edvard Grieg, text Bjørnstjerne Bjørnson, instrumental.
- Kungliga Flottans paradmarsch, kompositör Friedrich Wagner, instrumental.
- I sommarnatt (I Bostonvalsen lever jag än), kompositör Knut Söderström, text Carl Barcklind, instrumental.
- Die Heimkehr aus der Fremde, uvertyr (Hemkomsten uvertyr), kompositör Felix Mendelssohn-Bartholdy, instrumental.
- Svarta Rudolf, kompositör Robert Norrby, text Erik Axel Karlfeldt, instrumental.